# Martí
Martí là một thị xã ở đông bắc tỉnh Matanzas, Cuba.
Đô thị này được chia thành các phường (barrio) Guamutas, Lacret, La Teja, Martí, Máximo Gómez, Motembo và Río de la Palma.

## Lịch sử
Khu vực dân cư được lập năm 1835 và lập thành thị xã năm 1835 với tên gọi Hato Nuevo, ngày 24 tháng 12 năm 1898, tên gọi đã được đổi thành Martí theo tên anh hùng độc lập José Martí.

## Thông tin nhân khẩu
Năm 2004, đô thị Martí có dân số 23.475 người. Diện tích là 1.070 km² (413,1 mi²), với mật độ dân số là 21,9người/km² (56,7người/sq mi).